# بارك سي-يونغ
بارك سي-يونغ هي ممثلة كورية جنوبية ولدت في 30 يوليو 1988.

## روابط خارجية
بارك سي-يونغ على موقع IMDb (الإنجليزية)
- بارك سي-يونغ على موقع قاعدة بيانات الفيلم (الإنجليزية)